# Mortimer von Kessel
Mortimer von Kessel, nemški general, * 25. maj 1893, † 8. januar 1981.